# Episodi di Mister Ed, il mulo parlante (prima stagione)
La prima stagione della serie televisiva Mister Ed, il mulo parlante (Mister Ed) è andata in onda negli Stati Uniti dal 5 gennaio 1961 al 2 luglio 1961 in syndication.
| nº | Titolo originale   | Prima TV USA     | Titolo italiano | Prima TV Italia |
| -- | ------------------ | ---------------- | --------------- | --------------- |
| 1  | The First Meeting  | 5 gennaio 1961   |                 |                 |
| 2  | The Ventriloquist  | 12 gennaio 1961  |                 |                 |
| 3  | Busy Wife          | 19 gennaio 1961  |                 |                 |
| 4  | Kiddy Park         | 26 gennaio 1961  |                 |                 |
| 5  | Stable for Three   | 2 febbraio 1961  |                 |                 |
| 6  | Sorority House     | 9 febbraio 1961  |                 |                 |
| 7  | Ed the Lover       | 16 febbraio 1961 |                 |                 |
| 8  | Pageant Show       | 23 febbraio 1961 |                 |                 |
| 9  | The Aunt           | 2 marzo 1961     |                 |                 |
| 10 | The Missing Statue | 9 marzo 1961     |                 |                 |
| 11 | Ed the Witness     | 16 marzo 1961    |                 |                 |
| 12 | Ed's Mother        | 23 marzo 1961    |                 |                 |
| 13 | Ed the Tout        | 30 marzo 1961    |                 |                 |
| 14 | Ed the Songwriter  | 6 aprile 1961    |                 |                 |
| 15 | Ed the Stoolpigeon | 13 aprile 1961   |                 |                 |
| 16 | Psychoanalyst Show | 20 aprile 1961   |                 |                 |
| 17 | A Man for Velma    | 27 aprile 1961   |                 |                 |
| 18 | Ed's New Shoes     | 4 maggio 1961    |                 |                 |
| 19 | Little Boy         | 11 maggio 1961   |                 |                 |
| 20 | Ed Agrees to Talk  | 18 maggio 1961   |                 |                 |
| 21 | The Mustache       | 21 maggio 1961   |                 |                 |
| 22 | The Other Woman    | 4 giugno 1961    |                 |                 |
| 23 | Ed Cries Wolf      | 11 giugno 1961   |                 |                 |
| 24 | The Contest        | 18 giugno 1961   |                 |                 |
| 25 | Pine Lake Lodge    | 25 giugno 1961   |                 |                 |
| 26 | Wilbur Sells Ed    | 2 luglio 1961    |                 |                 |

## The First Meeting
- Prima televisiva: 5 gennaio 1961
- Diretto da: Rod Amateau
- Scritto da: Phil Shuken, William Burns, Bob O'Brien

### Trama
- Guest star: Jason Johnson (Parker), Howard Wendell (Reeves)

## The Ventriloquist
- Prima televisiva: 12 gennaio 1961
- Diretto da: Rod Amateau
- Scritto da: Phil Davis, Lou Derman

### Trama
- Guest star: Peter Leeds (Hal Robbins)

## Busy Wife
- Prima televisiva: 19 gennaio 1961
- Diretto da: Justus Addiss
- Scritto da: Ben Starr, Lou Derman

### Trama
- Guest star: Donna Douglas (Jane Parker), Barbara Morrison (Mabel Benson), Yuki Shimoda (Sam)

## Kiddy Park
- Prima televisiva: 26 gennaio 1961
- Diretto da: Arthur Lubin, Ben Starr
- Scritto da: Lou Derman

### Trama
- Guest star: James Flavin (Kramer), Karen Norris (madre), Dorothy Konrad (madre), Bobby Buntrock (ragazzo), Richard Reeves (bigliettaio)

## Stable for Three
- Prima televisiva: 2 febbraio 1961
- Diretto da: Arthur Lubin
- Scritto da: Ben Starr, Lou Derman

### Trama
- Guest star: Olan Soule (Goodwin)

## Sorority House
- Prima televisiva: 9 febbraio 1961
- Diretto da: Arthur Lubin
- Scritto da: Lou Derman, Ben Starr

### Trama
- Guest star: Claudia Brock (Gloria Weems), Kip King (Norman Howard), Carol Byron (Linda Rutledge), Reva Rose (Sandy Crane), Alex Plasschaert (Hank Oliver), Norma Varden (Mrs. Davis), Victoria James (Ann Woods), Michael Monroe (Willie McIntyre), Steve Warren (Moose Jackson), Jack Raine (Thornhill)

## Ed the Lover
- Prima televisiva: 16 febbraio 1961
- Diretto da: Arthur Lubin
- Scritto da: Lou Derman, Ben Starr

### Trama
- Guest star: Les Tremayne (Fred Briggs), Charles Tannen (George), George Barrows (Brannigan)

## Pageant Show
- Prima televisiva: 23 febbraio 1961
- Diretto da: Arthur Lubin
- Scritto da: Lou Derman, Ben Starr

### Trama
- Guest star: Sid Tomack (Hibbs), William Fawcett (dottor Connors)

## The Aunt
- Prima televisiva: 2 marzo 1961
- Diretto da: Arthur Lubin
- Scritto da: Lou Derman, Ben Starr

### Trama
- Guest star: Eleanor Audley (Zia Martha)

## The Missing Statue
- Prima televisiva: 9 marzo 1961
- Diretto da: Arthur Lubin
- Scritto da: Ben Starr, Lou Derman

### Trama
- Guest star: Gage Clarke (Philips), Bill Erwin (Wood), Al Checco (Joe King)

## Ed the Witness
- Prima televisiva: 16 marzo 1961
- Diretto da: Arthur Lubin
- Scritto da: Lou Derman, Ben Starr

### Trama
- Guest star: Abel Franco (Francisco Gomez), Nacho Galindo (Pepe Garcia), Vincent Padula (giudice Hernandez), Natividad Vacio (Arturo), Roberto Contreras (Miguel)

## Ed's Mother
- Prima televisiva: 23 marzo 1961
- Diretto da: Arthur Lubin
- Scritto da: Lou Derman, Ben Starr

### Trama
- Guest star: Henry Norell (coltivatore Dowd), Willis Robards (uomo), George Boyce (uomo)

## Ed the Tout
- Prima televisiva: 30 marzo 1961
- Diretto da: Arthur Lubin
- Scritto da: Ben Starr, Lou Derman

### Trama
- Guest star: Hank Weaver (Race annunciatore), Jack Shea (detective), John Eldredge (Steward), Ben Welden (uomo)

## Ed the Songwriter
- Prima televisiva: 6 aprile 1961
- Diretto da: Arthur Lubin
- Scritto da: Lou Derman, Ben Starr

### Trama
- Guest star: Jack Albertson (Paul Fenton), Alfred Toigo (Al), Kelton Garwood (Fuzzy)

## Ed the Stoolpigeon
- Prima televisiva: 13 aprile 1961
- Diretto da: Arthur Lubin
- Scritto da: Lou Derman, Bernard Pincus

### Trama
- Guest star: Ralph Sanford (poliziotto)

## Psychoanalyst Show
- Prima televisiva: 20 aprile 1961
- Diretto da: Arthur Lubin
- Scritto da: Ben Starr, Lou Derman

### Trama
- Guest star: Richard Deacon (dottor Gordon), Jack LaLanne (Instructor), William Boyett (Fred), Allyson Daniell (Bernice)

## A Man for Velma
- Prima televisiva: 27 aprile 1961
- Diretto da: Arthur Lubin
- Scritto da: Lou Derman, Ben Starr

### Trama
- Guest star: Don Brodie (Henry Gibson), Elvia Allman (Velma)

## Ed's New Shoes
- Prima televisiva: 4 maggio 1961
- Diretto da: Arthur Lubin
- Scritto da: Lou Derman, Ben Starr

### Trama
- Guest star: James Flavin (Kramer), John Qualen (Axel), Lisabeth Field (Miss Brooks)

## Little Boy
- Prima televisiva: 11 maggio 1961
- Diretto da: Arthur Lubin
- Scritto da: Ben Starr, Lou Derman

### Trama
- Guest star: John Keating (Johnny), Alex Barringer (Mike), Virginia Christine (Margaret), Steve Paylow (Andy), Chris Wayne (Peter)

## Ed Agrees to Talk
- Prima televisiva: 18 maggio 1961
- Diretto da: Arthur Lubin
- Scritto da: Lou Derman, Ben Starr

### Trama
- Guest star: Doris Packer (Mrs. Adams), Cordy Clark (Flobelle McGuire)

## The Mustache
- Prima televisiva: 21 maggio 1961
- Diretto da: Arthur Lubin
- Scritto da: Lou Derman, Ben Starr

### Trama
- Guest star:

## The Other Woman
- Prima televisiva: 4 giugno 1961
- Diretto da: Arthur Lubin
- Scritto da: Ben Starr, Lou Derman

### Trama
- Guest star: Mary Foran (madre), Tom Fadden (Charlie Woods)

## Ed Cries Wolf
- Prima televisiva: 11 giugno 1961
- Diretto da: Arthur Lubin
- Scritto da: Lou Derman, Ben Starr

### Trama
- Guest star: Logan Field (Burglar), Rolfe Sedan (Pierre), Anthony Warde (poliziotto)

## The Contest
- Prima televisiva: 18 giugno 1961
- Diretto da: Arthur Lubin
- Scritto da: Ben Starr, Lou Derman

### Trama
- Guest star: Lisa Golm (Mrs. Schultz), Lyle Talbot (George Hausner), Fred Essler (Schultz), Joe Conley (reporter)

## Pine Lake Lodge
- Prima televisiva: 25 giugno 1961
- Diretto da: John Rich
- Scritto da: Lou Derman, Bill Davenport

### Trama
- Guest star: Coleen Gray (Ann), Will Wright (Thompson), William Bendix (Bill Parker), John Qualen (Milo Simmons), Elvia Allman (Ida Brenner), Nancy Kulp (Martha), Michael Monroe (Young Husband), Marlene De Lamater (Cindy), Marlo Ryan (Young Wife), Marjorie Bennett (donna), John Bryant (Jerry)

## Wilbur Sells Ed
- Prima televisiva: 2 luglio 1961
- Diretto da: Arthur Lubin
- Scritto da: Lou Derman, Ben Starr

### Trama
- Guest star: Alan Roberts (inserviente al bancone), Frank Wilcox (Fred Gilbert)